# Poema Arcanus
Poema Arcanvs es una banda chilena de doom metal, formada en 1990. Evolucionó a través de distintos nombres, como Garbage o Garbage Breed, hasta adoptar como nombre definitivo Poema Arcanvs, al editar su primer LP.

## Sonido
Su música evolucionó desde un sonido más vinculado al death/grind y el thrash metal, hasta lograr el sonido particular de esta banda, que toma como base al death/doom pero añadiéndole un teclado que logra las atmósferas de desolación que caracterizan al género.
Su disco de estreno "Arcane XIII", es una pieza mística de death/doom, en la cual se respira una atmósfera romántica, depresiva y natural. Luego vino el más experimental "Iconoclast", el cual fue muy bien recibido por la escena under internacional, e hizo que Poema Arcanus alcanzara el estatus de culto del que hoy disfrutan. En ese disco se mezclan toques de rock progressivo con dark y doom metal, se pone mucho énfasis en las melodías misteriosas y combina temas muy suaves y calmados con otros más agresivos.
El 2005 Poema Arcanus lanzó su disco más experimental hasta la fecha, el disco "Telluric Manifesto", donde se combina el death/doom con rock progresivo setentero en la vena de King Crimson e incluso algo de jazz.
Con la partida de Michel Leroy, la banda decidió continuar sin teclista; y con Juan Pablo Vallejos reemplazando a Claudio Botarro en el bajo, Poema Arcanus en el 2009 editó "Timeline Symmetry", disco en el que se encuentran elementos de sus tres discos anteriores, haciendo un ejercicio de estilo que ha recibido muy buenas críticas.

## Integrantes

### Integrantes actuales
- Claudio Carrasco - vocalista
- Juan Díaz - bajo
- Igor Leiva - guitarra
- Luis Moya - batería

### Exintegrantes
- Michel Leroy - teclista
- Roxana Espinoza - teclista
- Pablo Tapia - bajo
- Juan Pablo Vallejos - bajo
- Claudio Botarro - bajo
- Italo Martinez - bajo
- Eduardo Zenteno - batería
- Alonso - batería

## Discografía

### Álbumes de estudio
- Arcane XIII (1999)
- Iconoclast (2002)
- Telluric Manifesto (2005)
- Timeline Symmetry (2009)
- Transient Chronicles (2012)
- Stardust Solitude (2020)

### Demos
- Underdeveloped (1995) (como Garbage)
- Innocent Shades (1996) (como Garbage Breed)
- Promo Tape (1997)
- Southern Winds - Live Demo (1998)

### Recopilatorios
- Buried Songs: The Early Times (2003)

### Singles
- This Once Long Road (2009)